# Глущенко Віктор Павлович
Глущенко Віктор Павлович (народився 1 травня 1938, Ізюм , Харківська область )  — український науковець, фахівець у галузі електроенергетики, доктор технічних наук (1997).

## Біографія
У 1963 закінчив Харківський політехнічний інститут. У 1963—1969 роках працював там же; упродовж 1970—1973 — у Харківському національному університеті радіоелектроніки; у 1975—1977 рр. — у Харківському інституті інженерів залізничного транспорту; 1978—1992 — в Українському заочному політехнічному інституті (сьогодні Українська інженерно-педагогічна академія, Харків. Протягом 1992—2000 — провідний науковий співробітник кафедри електропостачання міст Харківського національного університету міського господарства. До кола наукових інтересів належать дослідження нелінійних магнітних та електричних кіл, систем. 

## Науковий доробок
- Области существования субгармонических колебаний в цепи с управляемой нелинейной индуктивностью // Изв. вузов. Электромеханика. Новочеркасск, 1971. № 10;
- Автомодуляционные явления последовательных и последовательно-параллельных контурах с нелинейной емкостью р-n-перехода в режиме автосмещения // Автоматизированные системы управления и приборы автоматики. Х., 1974. Вып. 44;
- Каскадное деление частоты в резонансных контурах с емкостью р-n-перехода в режиме принудительного смещения // Мат. докладов 5-й Всесоюз. конф. «Проблемы преобразования техники» К., 1991. Ч. 1.